# Mosteiro de São Martinho de Cucujães

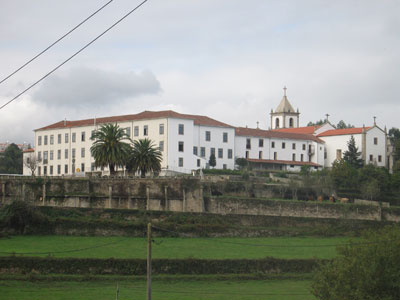
Mosteiro de Cucujães

O Mosteiro de São Martinho de Cucujães ou Mosteiro de São Martinho do Couto de Cucujães, localiza-se na Vila de Cucujães, concelho de Oliveira de Azeméis, distrito de Aveiro, em Portugal. 

## História
Mosteiro de São Martinho de Cucujães era masculino, e pertencia à Ordem de São Bento.
Em 2021, foi anunciado que o mosteiro será alvo de requalificação num investimento de 517 mil euros, dotando-o de salão polivalente, museu, quarto para peregrinos, sala de atividades manuais, biblioteca, entre outras.